# Andrzej Kłodzianowski
Andrzej Kłodzianowski (ur. ?, zm. 1905 w Lackiej Woli) – polski ziemianin, konsul Austro-Węgier w Persji.

## Życiorys
Ukończył studia medyczne, uzyskując stopień doktora wszech nauk lekarskich. Pracował w służbie konsularnej Austro-Węgier. Znał języki obce, w tym wschodnie. Pełnił stanowisko konsula w Kairze, następnie został konsulem w Persji i urzędował w mieście Tebriz.
Z uwagi na stan zdrowia w czerwcu 1905 przybył do swojego majątku w Lackiej Woli. Tam zmarł jesienią 1905. Był żonaty, miał dzieci.